# Watch the World Burn
«Watch the World Burn» es una canción de la banda estadounidense de rock Falling in Reverse. Fue lanzado el 31 de enero de 2023 a través de Epitaph Records. La canción fue lanzada como el cuarto sencillo de su próximo quinto álbum de estudio Popular Monster.

## Promoción y lanzamiento
A principios de enero de 2023, el vocalista Ronnie Radke cambió su foto de perfil en las redes sociales por una foto del planeta Tierra en llamas. La banda finalmente lanzó el sencillo el 31 de enero de 2023, siendo así el tercer sencillo de su próximo EP Neon Zombie. Ese mismo día la banda tuvo una presentación de su gira "ROCKZILLA" con Papa Roach, la banda presentó el tema en vivo por primera vez.

## Composición y letra
"Watch the World Burn" comienza como una canción dramática de rap y hip hop influenciada por Eminem antes de convertirse en un coro de metalcore y romperse en la segunda mitad. La canción fue producida por Ronnie Radke y el vocalista de DangerKids, Tyler Smyth, que compusieron junto al guitarrista de Wage War, Cody Quistad, y los miembros de FIR, Christian Thompson y Tyler Burgess.

## Video musical
El vídeo musical fue lanzado el mismo día que se lanzó el sencillo y fue dirigido por Jensen Noen. En el vídeo, Radke interpreta a un personaje antihéroe inspirado en Homelander de The Boys e Injustice: Gods Among Us, primero haciendo paracaidismo desde un avión que explota y aterrizando en una calle de la ciudad rodeado de cámaras, luego dando un discurso ante un ejército inspirado por el discurso del General de Hux en Star Wars: El despertar de la fuerza. Luego, Radke tiene un dueto de rap con una versión de sí mismo con maquillaje demoníaco antes de aparecer en una iglesia y usar sus poderes para prender fuego a un sacerdote y luego matar a los feligreses antes de incendiar todo el planeta.
Durante el video, un doble del ex vocalista de Skid Row, Sebastian Bach, es golpeado en la cabeza por computadoras portátiles que llueven sobre él desde arriba, como referencia a Bach insultando a Radke en Twitter con respecto a que Falling In Reverse se vio obligado a cancelar un espectáculo porque algunos de les robaron sus computadoras portátiles. El vídeo alcanzó un millón de visitas el primer día en YouTube y alcanzó el número uno en tendencias globales.

## Posicionamiento en listas
| Lista (2023)                                     | Mejor Posición |
| ------------------------------------------------ | -------------- |
| Alemania (Rock Airplay) (Official German Charts) | 1              |
| Australia (ARIA Digital Tracks)                  | 25             |
| Canadá (Canadian Hot 100)                        | 77             |
| Estados Unidos (Billboard Hot 100)               | 83             |
| Estados Unidos (Hot Rock & Alternative Songs)    | 8              |
| Estados Unidos (Mainstream Rock)                 | 14             |
| Estados Unidos (Rock & Alternative Airplay)      | 41             |
| Global 200 (Billboard)                           | 149            |
| Hungría (Single Top 40)                          | 38             |
| Nueva Zelanda (Hot Singles) (RMNZ)               | 16             |
| Reino Unido (UK Singles Chart)                   | 95             |
| Reino Unido (UK Indie Chart)                     | 32             |

| Lista (2023)                                     | Posición |
| ------------------------------------------------ | -------- |
| Alemania (Rock Airplay) (Official German Charts) | 2        |
| EE. UU. (Hot Rock & Alternative Songs)           | 50       |

## Certificaciones
| País           | Organismo certificador | Certificación | Ventas certificadas | Ref.   |
| -------------- | ---------------------- | ------------- | ------------------- | ------ |
| Estados Unidos | RIAA                   | Oro           | 500 000             | [ 23 ] |